# Naiman
Naiman (en chino:奈曼旗, pinyin:Nài màn qí, mongol:Найман хошуу, transliteración:Naiman qosiɣu) es una bandera
bajo la administración directa de la ciudad-prefectura de Tongliao en la provincia de Mongolia Interior, República Popular China. La región yace en la Llanura del Norte de China con una altitud promedio de 370 m s. n. m. , comunicada con Horqin (Sede de gobierno local) por la carretera nacional china 111 (111国道) a 204 km de distancia.  Su área total es de 8120 km², de los cuales cerca de 70 km² pertenecen a la zona urbana y su población proyectada para 2010 fue de 430 000 habitantes.

## Administración
La Bandera de Naiman se divide en 5 pueblos que se administran en 2 subdistritos y 3 poblados.

## Etimología
La bandera recibe el nombre del antiguo pueblo que habita esta región, los Naimanos .